# 벨라루스 U-17 축구 국가대표팀
벨라루스 U-17 축구 국가대표팀(벨라루스어: Зборная Беларусі па футболе U-17)은 벨라루스를 대표하는 17세 이하의 축구 국가대표팀으로, 벨라루스의 축구 관리 기관인 벨라루스 축구 연맹의 관리를 받는다.

## 역대 감독
| 감독                  | 임기        |
| --------------------- | ----------- |
| 안드레이 지그만토비치 | 2002 ~ 2007 |